# 笑顔泣き顔ふくれ顔
『笑顔泣き顔ふくれ顔』（えがおなきがおふくれがお）は、1982年4月12日から同年7月26日までフジテレビ系列で放送されたテレビドラマ。放送時間（JST）は毎週月曜20:00 - 20:54。

## 出演者
- 北川保（「北川ベーカリー」2代目店主）：関口宏
- 北川友子（保の妻）：長山藍子
- 久子（「北川ベーカリー」従業員）：梶芽衣子
- まゆみ（看護婦）：原日出子
- 加奈：篠ひろ子
- 小野寺昭
- 恵：大場久美子
- 本郷：細川俊之
- 福崎和宏
- 佐藤美津子
- 佐渡稔
- 津島要
- 洋：清水康晴
- タカ：宝生あやこ
- 志喜屋文
- 公平：河合宏

ほか

## スタッフ
- 企画：重村一（フジテレビ）、前田和也（フジテレビ）
- 脚本：松原敏春
- 演出：福本義人、若松節朗
- 美術制作：荒川淳彦
- プロデューサー：渋谷幹雄（テレパック）
- 制作：テレパック、フジテレビ

## 主題歌
- 「幸せの朝」（歌：中山エミコ）
  - 作詞：結城まこと／作曲：中島薫／編曲：見岳章

## 放送局
特筆の無い限り全て同時ネット
- フジテレビ（制作局）
- 富山テレビ[1]
- 石川テレビ[1]
- 福井テレビ[1]